# Хайнрик, Мартин
Мартин Тревор Хайнрик (англ. Martin Trevor Heinrich; 17 октября 1971, Фаллон, Невада) — американский политик, член Демократической партии, сенатор США от штата Нью-Мексико (с 2013).

## Биография
В 1995 году окончил Миссурийский университет со степенью бакалавра наук, в 2001—2002 годах учился в университете Нью-Мексико в Альбукерке. В 2003—2007 годах состоял в городском совете Альбукерке (в 2005—2006 годах — его председатель).
Получив инженерное образование, в 1996—2001 годах являлся исполнительным директором неправительственной организации Cottonwood Gulch Foundation, в 2002—2005 годах занимался консалтинговым бизнесом (компания Heinrich Consulting), в 2006—2007 годах работал в бюро природных ресурсов Нью-Мексико.
В 2008 году избран в Палату представителей США от Демократической партии в 1-м избирательном округе штата Нью-Мексико. В 2012 году вступил в борьбу за место в Сенате США, освобождающееся в связи с решением сенатора Джеффа Бингамэна уйти в отставку; победил на праймериз главу Счётной палаты штата Гектора Балдераса (Hector Balderas), а на выборах — республиканку Хизер Уилсон. Мартин Хайнрик построил свою кампанию на лозунгах защиты интересов рабочего класса, а соперница критиковала его как сторонника больших бюджетных расходов и большего вмешательства правительства в жизнь американцев, в том числе — за поддержку Хайнриком реформы здравоохранения президента Обамы, принявшей силу закона в 2010 году.
В ходе президентской кампании Хиллари Клинтон в 2016 году рассматривалась возможность привлечения Мартина Хайнрика в качестве кандидата на должность вице-президента США, поскольку представитель западных штатов в роли напарника мог принести Клинтон дополнительные голоса (впоследствии была выдвинута кандидатура Тима Кейна).
6 ноября 2018 года победил на перевыборах в Сенат с результатом 54 % (его соперники республиканец Мик Рич и либертарианец, бывший губернатор штата Гэри Джонсон получили соответственно 30,6 % и 15,4 %).